# 유성운수
유성운수(由盛運輸)는 서울특별시의 시내버스 업체이다. 차고지는 은평구 수색동 은평공영차고지에 있다.

## 연혁
2004년 서울특별시 버스개편 이전
- 1969년 9월 18일 : 서울특별시 종로구 평창동 148-16번지에서 회사 설립
- 1984년 10월 6일 : 도시형버스 136번을 선진운수에 매각
- 2002년 : 동남교통의 부도와 폐업으로 361번을 인수받아 운행하기 시작

2004년 서울특별시 버스개편 이후
- 2004년 7월 1일 : 서울시내버스 개편으로 간선버스 1개와 지선버스 6개 노선으로 운행하기 시작
- 2004년 10월 : 지선버스 7716번 폐선
- 2005년 1월 : 지선버스 7012번 폐선
- 2007년 8월 1일 : 신촌교통과 공동배차운행하던 간선버스 750번이 회사간 차량관리문제로 A와 B로 분리운행하기 시작하면서 신촌교통 소속은 기점이 은평공영차고지에서 해당 회사의 덕은동 본사로 연장되어 간선버스 750A번으로 본 회사 소속은 노선변동없이 간선버스 750B번으로 각각 변경

## 운행 노선
2023년 5월 13일 기준이다.
| 운행노선 | 운행구간       | 운행구간 | 운행구간   | 배차 간격 (분) | 인가 대수 | 비고                                                                 |
| -------- | -------------- | -------- | ---------- | -------------- | --------- | -------------------------------------------------------------------- |
| 750B번   | 은평공영차고지 | ↔        | 서울대학교 | 4~13           | 17        | 구 142-1번 변경                                                      |
| 7011번   | 은평공영차고지 | ↔        | 중구청     | 7~13           | 21        | 구 361번 단축. 구 동남교통 노선                                      |
| 7013A번  | 은평공영차고지 | ↔        | 남대문시장 | 15~30          | 9         | 구 2번 단축. 광흥창역 경유                                           |
| 7013B번  | 은평공영차고지 | ↔        | 남대문시장 | 15~30          | 8         | 구 2번 단축. 토정로 경유                                             |
| 7016번   | 은평공영차고지 | ↔        | 상명대학교 | 5~12           | 32        | 구 135-2번                                                           |
| N72번    | 은평공영차고지 | ↔        | 신내역     | 25~35          | 2         | 2022년 12월 1일 운행 개시 보광교통과 북부운수와 공동배차로 운행한다. |
| 8762번   | DMC역          | ↔        | 가양역     | 10~15          | 2         | 2023년 2월 1일 신설. 신촌교통과 공동배차로 운행한다.                 |

## 미운행 노선

### 지선버스
- ● 7012번 (신설노선) : 은평공영차고지 - 서울역 
 《2005년 1월 승객저조로 폐선》
- ● 7716번 (구 824번) : 은평공영차고지 - 홍익대학교 정문 
 《2004년 10월 승객저조로 폐선, 현대교통 7716번과 무관, 개편 전 도원교통 노선》

### 맞춤버스
- ● 8761번 : 신촌 로터리 - 국회의사당역 (2017년 6월 26일 ~ 2023년 1월 27일, 신촌교통, 서부운수와 공동배차로 운행했다.)
- ● 8773번 : 망원한강지구 - 합정역 - 홍대입구 - 상암동 회차 순

## 보유 차량
KGM커머셜
- 에디슨모터스 E-화이버드
- KGM 스마트 110

자일대우버스
- 자일대우 NEW BS090

현대자동차
- 현대 뉴 슈퍼 에어로시티
- 현대 저상 뉴 슈퍼 에어로시티
- 현대 일렉시티

황해버스
- 황해자동차 E-SKY EV

비야디 자동차
- BYD eBus-12

하이거 버스
- 하이거 하이퍼스

## 갤러리

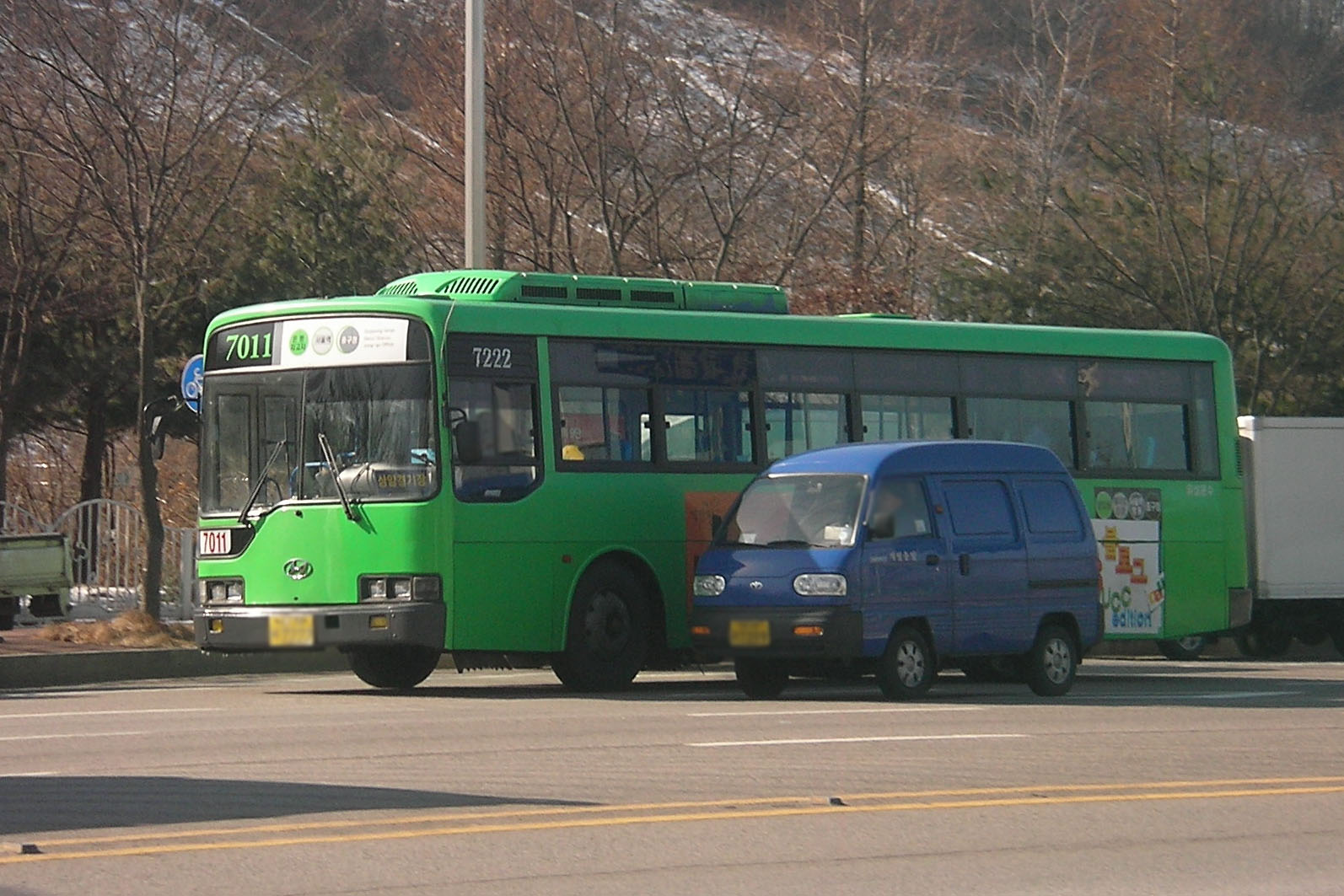
서울시내버스 7011번 (대차 전)
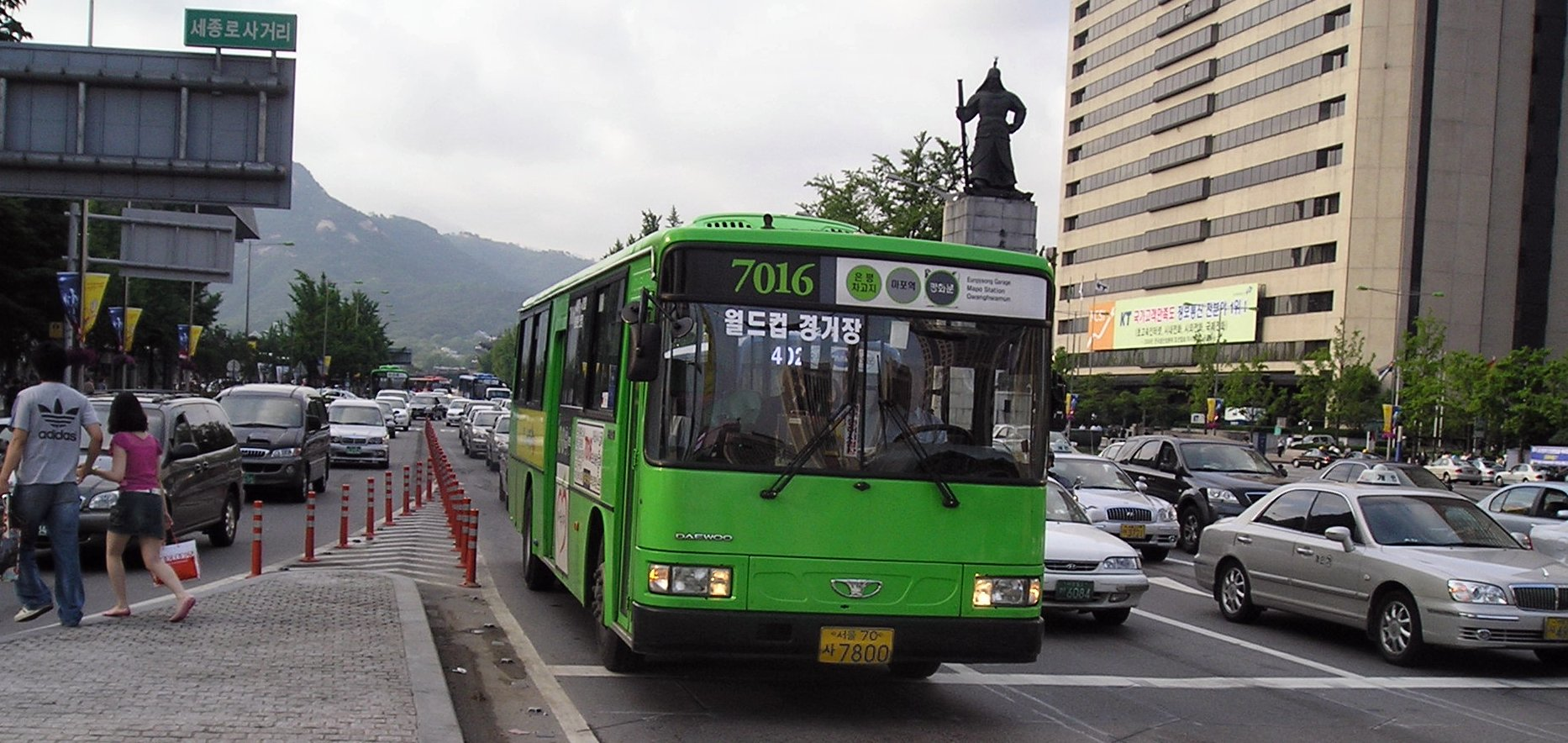
서울시내버스 7016번 (대차 전)
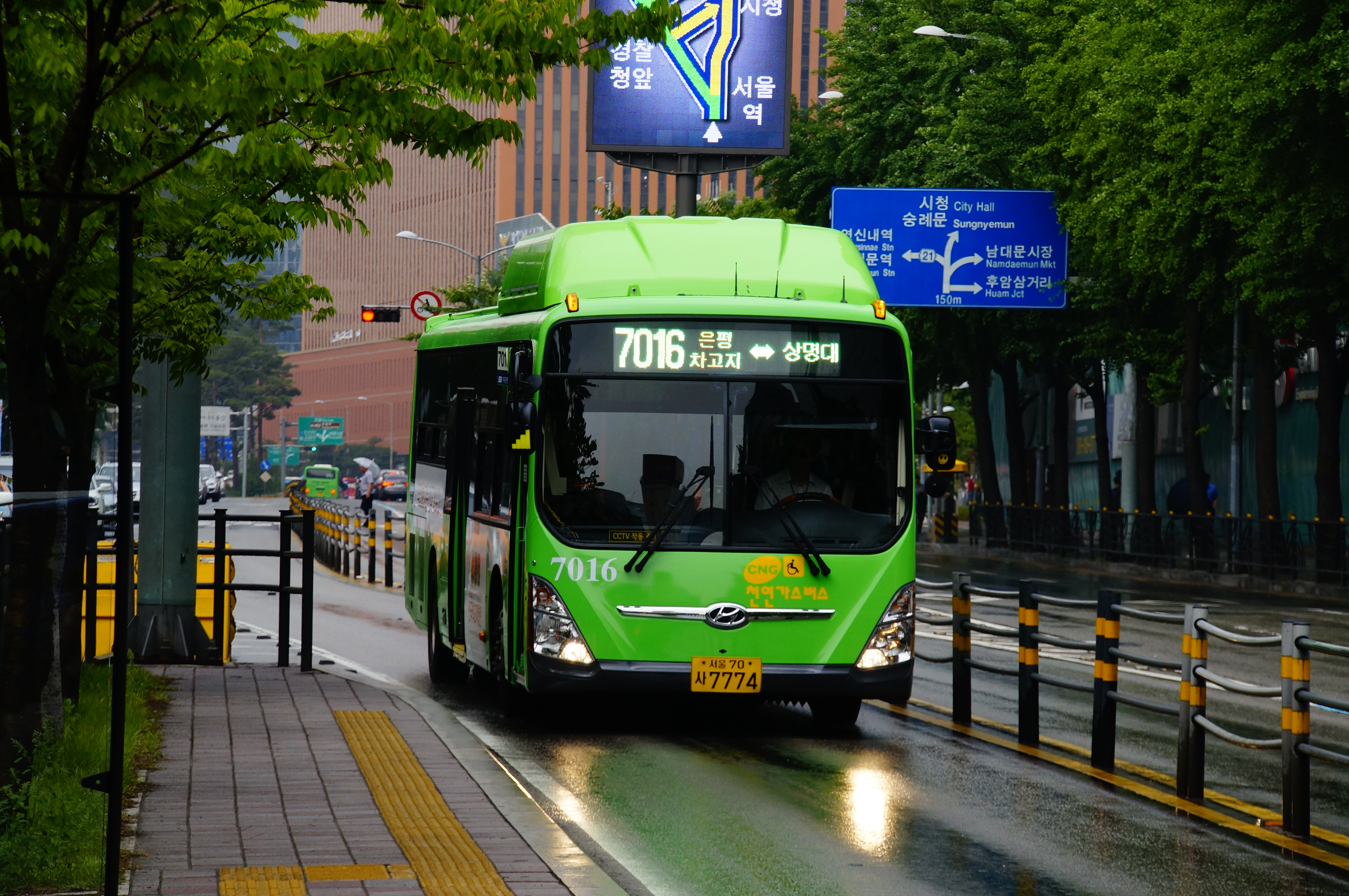
서울시내버스 7016번
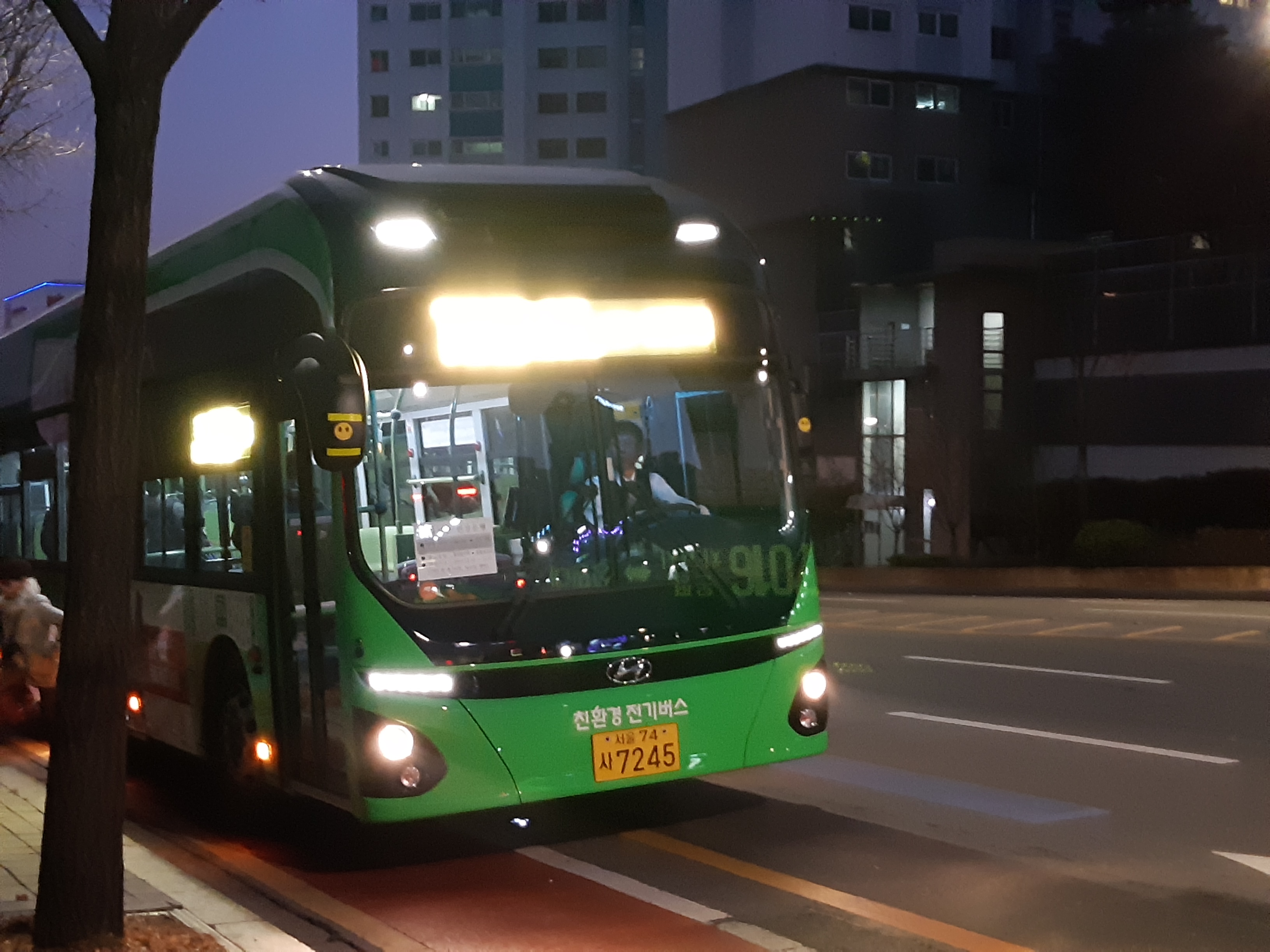
서울시내버스 7016번